# Sestrelicola garrafer
Sestrelicola garrafer är en insektsart som beskrevs av Adolf Remane och Asche 1980. Sestrelicola garrafer ingår i släktet Sestrelicola och familjen dvärgstritar. Inga underarter finns listade i Catalogue of Life.